# Justino y Crescencio
Justino y Crescencio (f. siglo III) fueron dos cristianos que fueron martirizados.
El Liber Pontificalis afirma que Crescencio era un lector y que fue martirizado junto con San Lorenzo y otros clérigos romanos. Los itinerarios del siglo VII afirman que tanto él como Justino fueron enterrados en una iglesia de la Via Tiburtina, mientras que De locis sitúa el entierro en la Basílica de San Lorenzo Extramuros junto a otros siete mártires y las santas Ciriaca y Sinforosa.
Algunos escritos hagiográficos hablan de los dos santos. Por ejemplo, en la passio de Lorenzo afirma que Crescencio, junto con otros, fue asesinado el mismo día que San Lorenzo, y que Justino, junto con Hipólito, habrían enterrado a Lorenzo después de celebrar la misa, mientras que en una passio dedicada a Justino narra que, en tiempos del emperador Claudio, el santo fue arrestado, torturado y decapitado el 4 de agosto por haber enterrado a unos mártires; la misma hagiografía afirma que fue enterrado en una cripta del Agro Verano.
Así los recuerda el Martirologio Romano:

En Roma, en la vía Tiburtina, santos Justino y Crescencio, mártires (258).
Martirologio romano